# 부산광역시도 제71호선
부산광역시도 제71호선은 부산광역시 중구 중앙동에서 연제구 거제1동까지 이어지는 광역시도이다. 이 광역시도는 중앙동교차로에서 시작하여 충장대로와 전포대로, 거제대로를 쭉 따라간다.
충장대로 구간은 부산항과 직접적인 연관이 있는 도로로 컨테이너 물동량 수송에 직접적인 도움을 주고 있다.
일본과 페리로 연결되는 국제여객부두와 번영로(부산 제1도시고속도로)가 시작되는 5부두 사이에는 아시아 고속도로 1호선()과 중복된다. 그리고 삼전교차로 ~ 송공교차로 구간은 부산광역시도 제61호선과 중복되며 삼전교차로 ~ 교대교차로 구간은 국도 제7호선과 아시아 고속도로 6호선()과 중복된다.

## 경유하는 도로
- 충장대로 - 우암로 - 전포대로 - 중앙대로 - 거제대로

## 경유지
부산광역시
- 중구 - 동구 - 남구 - 부산진구 - 연제구

## 노선
| 구간                       | 이름                                                                                 | 접속 노선                               | 소재지     | 소재지                                           | 비고                      |
| -------------------------- | ------------------------------------------------------------------------------------ | --------------------------------------- | ---------- | ------------------------------------------------ | ------------------------- |
| 충장대로                   | 중앙동사거리                                                                         | 부산광역시도 제61호선 (중앙대로)        | 부산광역시 | 중구                                             |                           |
| 충장대로                   | 세관삼거리                                                                           | 부산광역시도 제63호선 (대교로)          | 부산광역시 | 중구                                             |                           |
| 충장대로                   | 부산항국제여객터미널                                                                 |                                         | 부산광역시 | 중구                                             |                           |
| 충장대로                   | 2부두                                                                                |                                         | 부산광역시 | 중구                                             |                           |
| 충장대로                   | (영주고가교 북단)                                                                    | 대영로                                  | 부산광역시 | 동구                                             |                           |
| 충장대로                   | 3부두                                                                                |                                         | 부산광역시 | 동구                                             |                           |
| 충장대로                   | 제1지하차도 교차로                                                                   | 중앙대로260번길                         | 부산광역시 | 동구                                             | 중앙동 방면만 진출입 가능 |
| 충장대로                   | 4부두                                                                                |                                         | 부산광역시 | 동구                                             |                           |
| 충장대로                   | 제2지하차도 교차로                                                                   | 중앙대로308번길                         | 부산광역시 | 동구                                             | 중앙동 방면만 진출입 가능 |
| 충장대로                   | 5부두                                                                                | 부산광역시도 제11호선 (번영로)          | 부산광역시 | 동구                                             | 충장고가로 시점           |
| 충장대로                   | 부두사거리                                                                           | 부산광역시도 제33호선 (관문대로) 성남로 | 부산광역시 | 동구                                             |                           |
| 충장대로                   | 항만삼거리                                                                           | 부산광역시도 제7101호선 (범일로)        | 부산광역시 | 동구                                             |                           |
| 충장대로                   | 범일 나들목                                                                          | 부산광역시도 제11호선 (번영로)          | 부산광역시 | 동구                                             |                           |
| 충장대로                   | 부두교                                                                               |                                         | 부산광역시 | 동구                                             |                           |
| 충장대로                   | 남구                                                                                 |                                         | 부산광역시 |                                                  |                           |
| 충장대로                   | 동천삼거리                                                                           | 부산광역시도 제73호선 (우암로)          | 부산광역시 |                                                  |                           |
| 우암로                     | 동천삼거리                                                                           | 부산광역시도 제73호선 (우암로)          | 부산광역시 |                                                  |                           |
| 문현 교차로 (문현지하차도) | 부산광역시도 제20호선 (수영로) (자성로)                                              |                                         | 부산광역시 |                                                  |                           |
| 문현 교차로 (문현지하차도) | 부산광역시도 제20호선 (수영로) (자성로)                                              | 전포대로                                | 부산광역시 |                                                  |                           |
| 문현역                     |                                                                                      |                                         | 부산광역시 |                                                  |                           |
| 문현 나들목                | 부산광역시도 제22호선 (동서고가로)                                                   | 전포 방면 진입 불가 문현 방면 진출 불가 | 부산광역시 |                                                  |                           |
| 국제금융센터·부산은행역    |                                                                                      |                                         | 부산광역시 |                                                  |                           |
| 문전 교차로 (문전지하차도) | 부산광역시도 제24호선 (황령대로) 신천대로                                            |                                         | 부산광역시 |                                                  |                           |
| 문전 교차로 (문전지하차도) | 부산광역시도 제24호선 (황령대로) 신천대로                                            | 부산진구                                | 부산광역시 |                                                  |                           |
| 동성중고앞 교차로          | 전포대로175번길 전포대로176번길                                                      |                                         | 부산광역시 |                                                  |                           |
| 전포동부산은행앞사거리     | 전포대로199번길 전포대로200번길                                                      |                                         | 부산광역시 |                                                  |                           |
| 전포 교차로                | 부산광역시도 제6109호선 (서전로)                                                     |                                         | 부산광역시 |                                                  |                           |
| (이름 없음)                | 동성로                                                                               |                                         | 부산광역시 |                                                  |                           |
| 삼전 교차로                | 부산광역시도 제61호선 (중앙대로) 시민공원로                                          |                                         | 부산광역시 |                                                  |                           |
| 삼전 교차로                | 부산광역시도 제61호선 (중앙대로) 시민공원로                                          | 중앙대로                                | 부산광역시 | 국도 제7호선과 중복 부산광역시도 제61호선과 중복 |                           |
| 송상현광장                 |                                                                                      | 중앙대로                                | 부산광역시 | 국도 제7호선과 중복 부산광역시도 제61호선과 중복 |                           |
| 송공삼거리                 | 부산광역시도 제61호선 (중앙대로)                                                     | 중앙대로                                | 부산광역시 | 국도 제7호선과 중복 부산광역시도 제61호선과 중복 |                           |
| 송공삼거리                 | 부산광역시도 제61호선 (중앙대로)                                                     | 거제대로                                | 부산광역시 | 국도 제7호선과 중복                              |                           |
| 하마정 교차로              | 부산광역시도 제32호선 (동평로)                                                       | 거제대로                                | 부산광역시 | 국도 제7호선과 중복                              |                           |
| 거제해맞이역               |                                                                                      | 거제대로                                | 부산광역시 | 국도 제7호선과 중복                              | 연제구                    |
| 현대아파트앞 교차로        | 부산광역시도 제7102호선 (아시아드대로)                                               | 거제대로                                | 부산광역시 | 국도 제7호선과 중복                              | 연제구                    |
| 남문구사거리 (거제역)      | 부산광역시도 제36호선 (월드컵대로)                                                   | 거제대로                                | 부산광역시 | 국도 제7호선과 중복                              | 연제구                    |
| 거제역                     |                                                                                      | 거제대로                                | 부산광역시 | 국도 제7호선과 중복                              | 연제구                    |
| (법원·검찰청 입구)         | 법원남로                                                                             | 거제대로                                | 부산광역시 | 국도 제7호선과 중복                              | 연제구                    |
| 교대사거리                 | 국도 제7호선 부산광역시도 제61호선 (중앙대로 부산광역시도 제4002호선 (명륜로) 교대로 | 거제대로                                | 부산광역시 | 국도 제7호선과 중복                              | 연제구                    |

## 연결 도로
남쪽으로는 중앙로를 통하여 남포동과 부산역으로 연결되며 북쪽으로는 중앙로를 통하여 동래 방향으로 연결된다.

## 같이 보기
- 국도 제7호선
- 아시아 고속도로 1호선(AH1)
- 아시아 고속도로 6호선(AH6)